# 维勒迪约 (沃克吕兹省)
维勒迪约（法語：Villedieu，法語發音：[vildjø]）是法国普罗旺斯-阿尔卑斯-蓝色海岸大区沃克吕兹省的一个市镇，属于卡庞特拉区。

## 地理
维勒迪约（44°17'2"N, 5°2'5"E）面积11.38 平方千米，位于法国普罗旺斯-阿尔卑斯-蓝色海岸大区沃克吕兹省，该省份为法国东南部内陆省份，北起德龙省，西北接阿尔代什省，西接加尔省，南至罗讷河口省，东南角与瓦尔省接壤，东临上普罗旺斯阿尔卑斯省。
与维勒迪约接壤的市镇（或旧市镇、城区）包括：米拉贝勒欧巴罗尼、埃格河畔圣莫里斯、万索布尔、比松、皮梅拉、维耶努瓦地区圣罗曼、韦松拉罗迈讷。

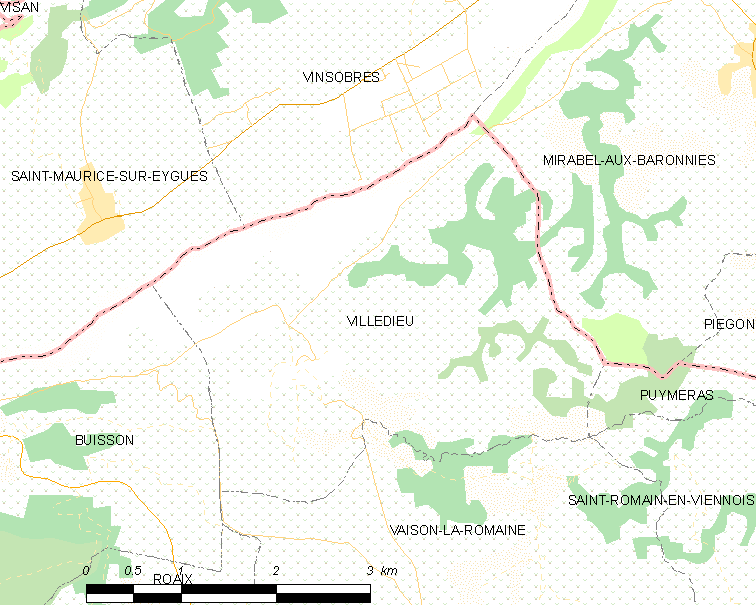
的OSM定位图

维勒迪约的时区为UTC+01:00、UTC+02:00（夏令时）。

## 行政
维勒迪约的邮政编码为84110，INSEE市镇编码为84146。

## 政治
维勒迪约所属的省级选区为韦松拉罗迈讷县。

## 人口

1962-2008年间人口变化图示

维勒迪约于2022年1月1日时的人口数量为480人。